# Бойко, Ярослав Николаевич
Яросла́в Никола́евич Бо́йко (укр. Ярослав Миколайович Бойко; род. 14 мая 1970, Киев, Украинская ССР, СССР) — российский актёр театра и кино.

## Биография
Родился 14 мая 1970 года в Украинской ССР в Киеве. Имя получил в честь великого князя киевского Ярослава Мудрого. Мать работала заместителем директора фотоателье, растила сына одна. Бабушка была майором инженерных войск, дядя — капитаном 1-го ранга Военно-морского флота ВС СССР.
В средней школе Ярославу лучше всего давались такие предметы, как математика и география, а вот литература была ему совсем неинтересна (свою первую в жизни книгу «Тарас Бульба» он прочёл лишь во время службы в армии, находясь в медсанчасти). Под влиянием родственников он с детства мечтал стать военным, поэтому после восьмого класса попытался поступить в Киевское суворовское военное училище, но не прошёл по конкурсу. В школу возвращаться не захотел и поступил в Киевский механико-металлургический техникум (ныне Киевский механико-технологический колледж), где учился по специальности «техник-технолог порошковой металлургии», откуда ушёл во время практики на третьем курсе.
Вскоре был призван на военную службу. Отслужив в пограничных войсках КГБ СССР, на советско-румынской границе, поступил в Киевский государственный институт театрального искусства имени И. К. Карпенко-Карого, причём по случайности, встретив школьную подругу, которая собиралась поступать в этот вуз, он просто пошёл с ней за компанию и, в итоге, был принят, а подруга «провалилась». Обучение в институте велось на украинском языке, с которым у Бойко были проблемы (плохое произношение), его упрекали русизмами. Для актёра украинского театра необходимо знание родного языка, чем Бойко не мог похвастаться. В средних школах украинский язык преподавали только пару раз в неделю. Поэтому через год, в 1991 году, он уехал в Москву и поступил на актёрский факультет Школы-студии МХАТ (руководитель курса — Алла Борисовна Покровская), где, в свою очередь, выяснилось, что он говорит с южным акцентом, то есть «гэкает», и ему пришлось много заниматься сценической речью. В 1994 году за свои успехи в учёбе он даже был удостоен премии как лучший среди студентов творческих вузов столицы. 
В 1995 году Ярослав Бойко окончил Школу-студию МХАТ имени В. И. Немировича-Данченко при Московском Художественном театре имени А. П. Чехова, получив диплом о высшем актёрском образовании, и был принят на работу в Московский театр-студию под руководством Олега Табакова. Сотрудничал с МХТ имени А. П. Чехова.

## Семья и личная жизнь

### Семья
Женат на хореографе и педагоге Рамуне Ходоркайте, окончившей Вильнюсское хореографическое училище и балетмейстерский факультет ГИТИСа. Расписались в 1999 году, сразу после рождения первого ребёнка; до декабря 2022 года состояли в официальном браке. Супруги воспитывают двоих общих детей — сына Максима (род. 1999) и дочь Эмилию (род. 17 августа 2003). В декабре 2022 года подали заявление о расторжении брака.

### Личная жизнь и увлечения
У Ярослава есть внебрачный сын Ян (род. 19 июля 2002) от актрисы Евгении Добровольской. Мимолётный роман между Ярославом и Евгенией случился в 2001 году, во время их совместных съёмок в фильме «Подозрение», но отношения на стороне не смогли разрушить брак актёра.
Ярослав Бойко с детства играет в футбол и является болельщиком футбольного клуба «Динамо-Киев». Кроме того, актёр увлекается боксом, фехтованием, плаванием, большим теннисом.

## Творчество

### Роли в театре

#### Московский театр-студия под руководством Олега Табакова
- 1995 — «Вишнёвый сад» (дипломный спектакль Школы-студии МХАТ по одноимённой пьесе А. П. Чехова) — Ермолай Алексеевич Лопахин, купец[9]
- 1995 — «Билокси-блюз» (по одноимённой пьесе Нила Саймона; режиссёр — Олег Табаков; премьера — 7 декабря 1987 года) — Джозеф Виковский, рядовой[14][15]
- 1995 — «Звёздный час по местному времени» (по пьесе Гора Николаева; режиссёр — Владимир Машков; премьера — 21 мая 1992 года) — первый кореш[16]
- 1995 — «Страсти по Бумбарашу» (по пьесе Юлия Кима, написанной по мотивам ранних произведений Аркадия Гайдара; режиссёр — Владимир Машков; премьера — 16 мая 1993 года) — Суслик, член банды[17]
- 1995 — «Псих» (по одноимённому роману Александра Минчина; режиссёр — Андрей Житинкин; премьера — 1 ноября 1995 года) — Игорь, студент спортфака, ревнив[18]
- 1996 — «Чемпионы» (по пьесе «Тот самый чемпионат» Джейсона Миллера; режиссёр — Олег Табаков; премьера — 18 февраля 1996 года) — Фил Ромено[19]
- 1997 — «Старый квартал» (по пьесе Теннесси Уильямса; режиссёр — Андрей Житинкин; премьера — 15 марта 1997 года) — Тай[20]
- 1999 — «Идиот» (по роману «Идиот» Фёдора Достоевского; режиссёр — Александр Марин; премьера — 20 января 1999 года) — Парфён Семёнович Рогожин[21]
- 1999 — «Секс, ложь и видео» (по сценарию Антона Кузнецова; режиссёр — Антон Кузнецов; премьера — 21 октября 1999 года) — Джон Милани, адвокат, муж Анны[22]
- 2000 — «На дне» (по пьесе «На дне» Максима Горького; режиссёр — Адольф Шапиро; премьера — 31 марта 2000 года) — Васька Пепел[23]
- 2002 — «Провинциальные анекдоты» (по одноимённой пьесе, состоящей из двух одноактных пьес — «История с метранпажем» и «Двадцать минут с ангелом», Александра Вампилова; режиссёр — Александр Марин; премьера — 2 апреля 2002 года) — Ступак, инженер (в пьесе «Двадцать минут с ангелом»)[24]
- «Станционный смотритель» (по мотивам повести «Станционный смотритель» А. С. Пушкина; режиссёр — Гарольд Стрелков) — Трифон, слуга / Минский, гусар[25]

#### Московский Художественный театр имени А. П. Чехова
- «Ундина» (по одноимённой пьесе Жана Жироду; режиссёр — Николай Скорик; премьера — 24 марта 1990 года) — рыцарь Ганс[3][26][27]
- «Любовь в Крыму» (по одноимённому роману Славомира Мрожека; режиссёр — Роман Козак) — Пётр[3][26]

#### Антрепризы

##### Творческое объединение «Телетеатр»
- «Сплошное надувательство, или Во всём виновата собака» (антреприза в духе комедии дель арте; по мотивам произведений Дэвида Грациано) — Аполлон, профессиональный мошенник[28][29]

##### Театрально-концертный центр «Новое искусство»
- «Неоконченный роман» (антреприза; романтическая комедия по мотивам сериала «Всегда говори „Всегда“»; режиссёр — Михаил Мокеев) — Сергей Барышев, успешный бизнесмен[30][31]

### Фильмография
1. 1991 — Круиз, или Разводное путешествие — Голубенко
2. 1992—1994 — АБВГД Ltd —
3. 1995 — Орёл и решка — водитель
4. 1996 — Возвращение «Броненосца» (Белоруссия, Россия) — работник из съёмочной группы Эйзенштейна
5. 1997 — Страна глухих — бандит
6. 1998 — В двух шагах от неба (короткометражный) — Алексей
7. 1998—2002 — Самозванцы — Вадим, приятель Лады, аферист
8. 1999—2000 — Каменская (фильм № 4 «Смерть ради смерти») — Вадим Андреевич Бойцов, майор ФСБ
9. 2000 — Марш Турецкого (фильм № 6 «Опасное хобби») — Андрей Беленький, охранник «Бая»
10. 2000 — Чистый понедельник (короткометражный) — Кирилл
11. 2000—2001 — Чёрная комната (новелла № 12 «Экзамен») — телохранитель
12. 2001 — Дальнобойщики (17-я серия «Призрак») — «Север»
13. 2001 — В августе 44-го (Россия, Белоруссия) — капитан Аникушин, офицер комендатуры
14. 2001 — Клетка — Александр Арсентьев
15. 2001 — Подозрение — Вадим, бывший муж медсестры Саши Сомовой
16. 2001—2003 — Кобра. Антитеррор (серия № 4 «Обратный отсчёт») — Карташов, полковник
17. 2002 — Всё, что ты любишь — «крутой» друг Маши
18. 2002 — Дронго — Алексей Чижов
19. 2002 — Небо. Самолёт. Девушка — Максим, бывший возлюбленный стюардессы Лары
20. 2003 — Вокзал — Чернов, полковник ФСБ
21. 2003 — Всегда говори «Всегда» — Сергей Барышев, успешный бизнесмен (роль озвучил Алексей Мясников)
22. 2003 — Желанная — Фёдор Макаров, капитан, фронтовик
23. 2003 — Кармен — «Кривой», бандит
24. 2003 — Команда — Владимир Кияшко, защитник ФК «Торпедо» (Болотное)
25. 2003 — Неотложка — Олег Александрович Громов, врач скорой медицинской помощи[32]
26. 2003 — Радости и печали маленького лорда — Чарльз
27. 2003 — Сыщики 2 (фильм № 3 «Жара») — Валентин Хазаров
28. 2003 — Теория запоя — Виталий, списанный лётчик
29. 2003 — Тотализатор —
30. 2004 — Всё начинается с любви — Андрей Бадьин
31. 2004 — Всегда говори «Всегда» 2 — Сергей Барышев, успешный бизнесмен
32. 2004 — Граф Крестовский — Стас
33. 2004 — Курсанты — Чернов, майор
34. 2004 — Молоды и счастливы — Николай Веригин
35. 2004 — Наваждение — Штром, майор
36. 2004 — Чердачная история — Сергей, снайпер
37. 2004 — Я тебя люблю — Глеб Ордынцев, артист, муж Александры
38. 2005 — Бухта Филиппа — Сергей Сергеевич Освальд, адвокат, друг и помощник Филиппа Ронина
39. 2005 — Воскресенье в женской бане (серия № 10 «Я тебе не верю») — Алексей
40. 2005 — Звезда эпохи — Борис Леонтьевич Горбатов, советский писатель
41. 2005 — Неотложка-2 — Олег Александрович Громов, врач скорой медицинской помощи
42. 2005 — Одна тень на двоих — Андрей Данилов, главный архитектор
43. 2005 — Охота на асфальте — Константин Савин, капитан милиции, оперуполномоченный
44. 2005 — Я тебя обожаю… — Александр, сын Ольги
45. 2006 — Ваша честь — Глеб Николаевич Мурга, прокурор
46. 2006 — Всегда говори «Всегда» 3 — Сергей Барышев, успешный бизнесмен
47. 2006 — Вызов (фильм № 2 «Отражение») — Сергей Тутов, начальник криминальной милиции города Белогорска
48. 2006 — Осторожно, блондинки! — Андрей
49. 2006 — Прииск — Сергей Петрович Романов, геолог
50. 2006 — Соблазн (Белоруссия) — Сергей Галахов, бизнесмен, возлюбленный Ольги
51. 2006 — Сокровище — Степан
52. 2006 — Прииск 2. Золотая лихорадка — Сергей Петрович Романов, геолог
53. 2007 — Евлампия Романова. Следствие ведёт дилетант 3 (фильм № 8 «Прогноз гадостей на завтра») — Алик Радзинский
54. 2007 — Группа «Зета» — Степан Яковлевич Лазарев
55. 2007 — Скульптор смерти — Виктор Алексеевич Хват, следователь прокуратуры
56. 2007—2010 — Срочно в номер — Кирилл Данилов, журналист и фотограф
57. 2008 — Всегда говори «Всегда» 4 — Сергей Барышев, успешный бизнесмен
58. 2008 — Катарсис (Украина) —
59. 2008 — Лёд в кофейной гуще (Украина) — Максим Сергеевич
60. 2008 — Материнский инстинкт (Россия, Украина) — Игорь Борисович Бойков, муж Марии Бойковой
61. 2008 — Мужчина для жизни, или На брак не претендую (Украина) — Глеб
62. 2008 — Мы странно встретились (Россия, Украина) — Виктор Сергеевич
63. 2008 — Отдалённые последствия — Иван Новак, майор милиции
64. 2008 — Пари на любовь (Россия, Украина) — Роман
65. 2008 — Побочный эффект — Павел Гричихин, журналист
66. 2009 — 2-Асса-2 — актёр, играющий Вронского в фильме Петра Горевого
67. 2009 — Анна Каренина — граф Алексей Кириллович Вронский, полковник
68. 2009 — Всегда говори «Всегда» 5 — Сергей Барышев, успешный бизнесмен
69. 2009 — Группа «Зета» 2 — Степан Яковлевич Лазарев
70. 2009 — Одну тебя люблю — Игорь
71. 2009 — Суд — Глеб Николаевич Мурга, прокурор
72. 2010 — Всегда говори «Всегда» 6 — Сергей Барышев, успешный бизнесмен
73. 2009 — Бумеранг из прошлого — Игорь Николаевич, сын Самойлова
74. 2010 — Брат за брата — Игорь Светлов, оперуполномоченный из Москвы, капитан милиции
75. 2010 — Леший. Продолжение истории — Шон Кроуфорд, муж Ирины
76. 2010 — Гражданка начальница — Игорь Ушаков
77. 2010 — Мастер — Сергей Васильев, владелец автосервиса, бывший десантник
78. 2010 — Семейный очаг — Дмитрий Михайлович Титов, военный врач
79. 2011 — Всегда говори «Всегда» 7 — Сергей Барышев, успешный бизнесмен
80. 2011 — Домработница — Егор Владимирович Фролов, бизнесмен
81. 2011 — Семейный детектив — Евгений Николаевич Гордеев, начальник оперативного отдела местного уголовного розыска
82. 2012 — Всегда говори «Всегда» 8 — Сергей Барышев, успешный бизнесмен
83. 2012 — Всегда говори «Всегда» 9 — Сергей Барышев, успешный бизнесмен
84. 2012 — Брат за брата 2 — Игорь Светлов, оперуполномоченный из Москвы, капитан милиции
85. 2012 — Военная прокуратура — Игорь Матвеев, начальник РУВД
86. 2013 — Бальзаковский возраст, или Все мужики сво… Пять лет спустя — Александр Иванович Шерстнёв, пластический хирург
87. 2013 — Берега любви — Фёдор, муж Веры
88. 2013 — Жена офицера — Константин Алексеевич Пашин, капитан
89. 2013 — Шерлок Холмс (фильм № 3 «Паяцы») — Вики, американский посол
90. 2013 — Семейный детектив 2 — Евгений Николаевич Гордеев, начальник оперативного отдела местного уголовного розыска
91. 2013 — Ангел или демон — Вадим Аверин, муж Елены Авериной, отец Маши и Саши Авериных, художник[8]
92. 2013 — Кто-то теряет, кто-то находит — Клим Семёнович Кремнёв, капитан пожарной охраны МЧС России[33]
93. 2013 — Найти мужа в большом городе — Алексей Малышев, архитектор
94. 2014 — Брат за брата 3 — Игорь Светлов, капитан полиции (затем — майор), начальник отдела уголовного розыска
95. 2014 — Горчаков — Игорь Светлов
96. 2014 — Муж на час — Фёдор Голованов, доктор наук, работающий «мужем на час»
97. 2015 — Сводные судьбы — Юрий Сергеевич Кречетов, главный врач больницы
98. 2015 — Чума (фильм № 10 «Капкан», фильм № 12 «Крутые горки») — Андрей Григорьевич Гнатовский, криминальный бизнесмен
99. 2017 — Не в деньгах счастье — Григорий Петрович Довбыш, президент «Тербанка»
100. 2018 — Невозможная женщина — Виктор Иванович Максаков, строительный магнат
101. 2019 — Александра и Алёша — Сергей Николаевич Логинов, капитан полиции, следователь
102. 2019 — Вернись в Сорренто — Борис
103. 2020 — В шаге от рая — Константин Потапов
104. 2021 — Не в деньгах счастье 2 — Григорий Петрович Довбыш, президент «Тербанка»
105. 2021 — Акушерка. Счастье на заказ — Сергей Зуев
106. 2021 — Горюнов — Махов

## Реклама
- Пиво «Солодов» (2001)

## Телевидение
- 2003 — Русская рулетка (проморолик)